# Taşkesti, Mudurnu
Taşkesti là một thị trấn thuộc huyện Mudurnu, tỉnh Bolu, Thổ Nhĩ Kỳ. Dân số thời điểm năm 2010 là 1.471 người.